# Hylotelephium maximum
Hylotelephium maximum (заяча капуста найбільша як Sedum maximum) — вид рослин з родини товстолистих (Crassulaceae); поширений у Європі крім сходу, в Туреччині й Закавказзя.

## Опис
Багаторічна рослина 20–80 см заввишки. Стебла випростані, рідко висхідні, прості або гіллясті вгорі, голі. Листки плоскі, 2–4 см завдовжки. Квітки жовтувато-білі. Насіння довгасто-яйцювате; поверхня блискуча, коричнева. 2n=24

## Поширення
Поширений у Європі крім сходу, в Туреччині й Закавказзя.